# Copa de España de mushing
La Copa de España de Mushing es una competición de mushing sobre tierra organizada por la Real Federación Española de Deportes de Invierno (RFDEI) que algutina diferentes carreras disputadas en España. En cada carrera se disputan diferentes modalidades de mushing, canicross, bikejoring, patín y carro de 4 ruedas, sin la obligación de tener que disputarse todas las modalidades en cada una de las pruebas.

## Historia de la Copa de España

### Antecedentes
La Copa de España de Mushing tiene sus raíces en el Circuito Estatal de canicross y la Liga Nacional de canicross. La 1.ª edición del Circuito Estatal de canicross se disputó en la temporada 2006/2007. La última edición fue la de la temporada 2007/2008. En la siguiente temporada, 2008/2009, se creó la Liga Nacional de canicross. Esta competición fue una liga privada organizada por varios clubs de canicross de España. Al no estar organizada por una federación se trataba de una competición no oficial. Debido a desacuerdos entre los diferentes clubs organizadores se produce una escisión y se crean dos ligas paralelas llamadas ambas Liga Nacional de canicross.

### Copa de España
Ante el auge del canicross en España, la RFDEI creó la Copa de España de canicross pasando a formar parte de la misma varias de las carreras de la Liga Nacional de canicross y finalmente reemplazando a ésta. Su primera edición se disputa en la temporada 2010/2011. Al ser una prueba organizada por la RFDEI es una competición oficial. En la temporada 2013/2014 se convierte en la Copa de España de Mushing integrando otras variedades del mushing y dejando de ser una competición exclusiva de canicross.

## Competición
La Copa de España de Mushing se disputa entre otoño y el invierno, comenzando en noviembre y finalizando en febrero del año siguiente. Los participantes logran una puntuación en función de los resultados obtenidos en cada una de las carreras. Al final de temporada el corredor con más puntos se convierte en el vencedor de la Copa de España, premiando así al corredor o musher más regular de la temporada. La Copa de España de Mushing además de tener diferentes modalidades de mushing, se divide en diferentes categorías según la edad, junior 1, junior 2, senior y veteranos para ambos sexos. Las carreras que pertenezcan a la Copa de España de Mushing también pueden formar parte de otras ligas regionales y competiciones privadas de mushing.